# محمود عبد الرزاق
محمود عبد الرزاق مواليد 27 نوفمبر عام 1971، في سوريا، هو لاعب كرة قدم سوري سابق كان يلعب كمدافع.

## المسيرة الاحترافية

### أندية لعب لها
- نادي الفتوة (سوريا)

## روابط خارجية
- محمود عبد الرزاق على موقع الاتحاد الدولي (مؤرشف)  (الإنجليزية)